# ゲラダヒヒ
ゲラダヒヒ（Theropithecus gelada）は、哺乳綱霊長目オナガザル科ゲラダヒヒ属に分類されるサル。本種のみでゲラダヒヒ属を形成する。日本では特定動物に指定されている。

## 分布
エチオピア、エリトリア
先祖の化石を調べると、250万年ほど前までは複数の種類がアフリカ全土に分布しており、中には体重が推定60kgに達する大型種も存在したことが判明しているが、気候変動による植生の変化などの影響により、およそ180万年前までにエチオピア高地を除いて絶滅した。

## 形態
体長オス69-74 cm、メス50-65 cm。尾長33-50 cm。体重オス20kg、メス12-14 kg。メスよりもオスの方が大型になる。咽頭部、胸部、臀部には体毛がなく、皮膚が露出している。尻だこは発達する。尾の先端の体毛は房状に伸長する。
オスは側頭部や肩の体毛が伸長する。

## 亜種
- Theropithecus gelada gelada　(Rüppell, 1835)
VULNERABLE (IUCN Red List Ver. 3.1 (2001))[2]
- Theropithecus gelada obscurus　Heuglin, 1863　　Eastern gelada
LEAST CONCERN (IUCN Red List Ver. 3.1 (2001))[3]

## 生態
草原や岩場に生息する。昼間は1頭のオスと数頭のメスや幼獣からなる小規模な群れで草原で食事を取り、夜間になると100頭以上にもなる大規模な群れを形成し崖の上などで休む。威嚇やディスプレイとして上唇を裏返し犬歯を剥き出しにする行動を行う。
食性は植物食傾向の強い雑食で、木の葉、果実、種子、昆虫類等を食べる。
繁殖形態は胎生で、1回に1頭の幼獣を産む。

### 胸の斑紋について
この種の胸には三角を縦に並べた、砂時計にも似た形の部分がある。この部分は毛がなくて肌が露出しており、赤い色をしている。特に雌ではその部分の周辺が白く、これは雌の性器周辺の色と形に類似する。これを性器の模写と見て、一般のサルでは発情時に性器を誇示するが、普段は座位を取りがちなこの種において、類似の斑紋を胸につけることで見やすくしたとの判断がある。ヒトにおいて乳房が性的意味を持つのと並行的現象だとする考えである。

## 画像

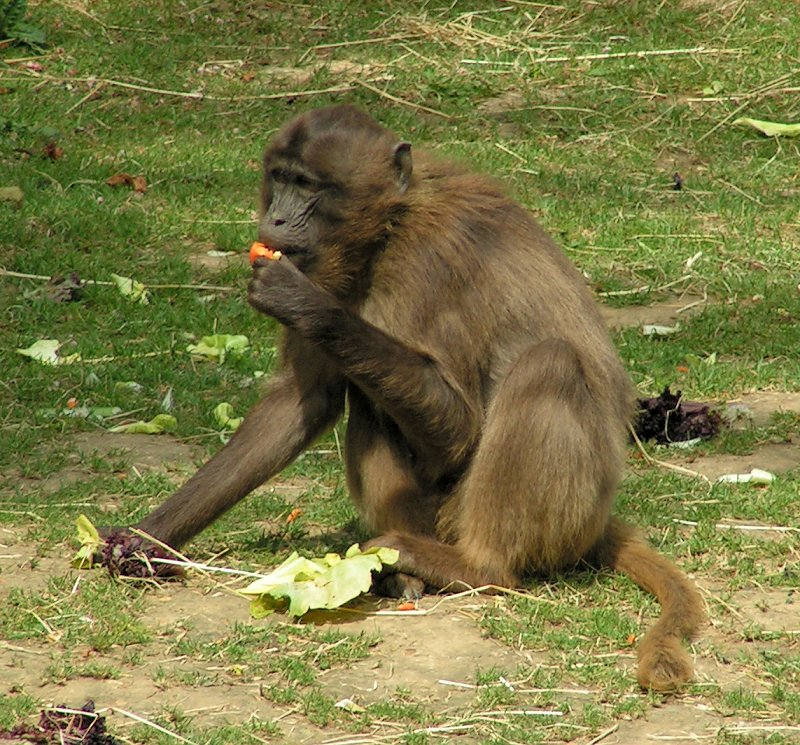
メス
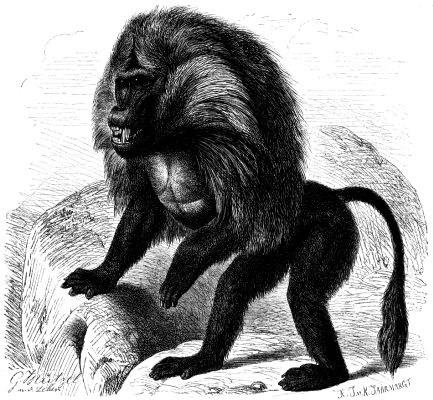
イラスト